# Евклидова метрика

Использование теоремы Пифагора для вычисления евклидова расстояния на плоскости

Евклидова метрика (евклидово расстояние) — метрика в евклидовом пространстве — расстояние между двумя точками евклидова пространства, вычисляемое по теореме Пифагора.
Для точек {\displaystyle p=(p_{1},\dots ,p_{n})} и {\displaystyle q=(q_{1},\dots ,q_{n})} евклидово расстояние определяется следующим образом:
{\displaystyle d(p,q)={\sqrt {(p_{1}-q_{1})^{2}+(p_{2}-q_{2})^{2}+\dots +(p_{n}-q_{n})^{2}}}={\sqrt {\sum _{k=1}^{n}(p_{k}-q_{k})^{2}}}}.

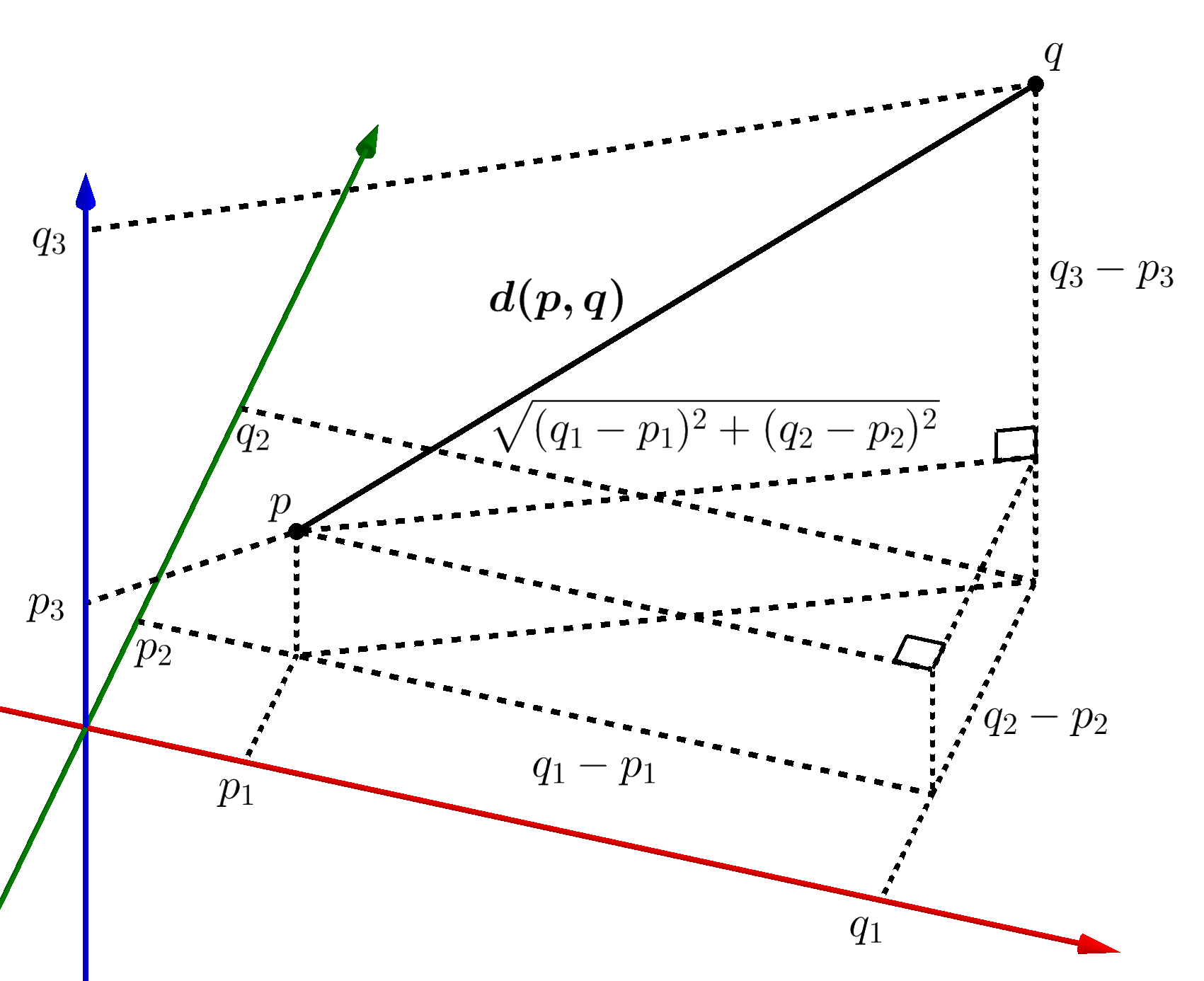
Евклидово расстояние в трёхмерном пространстве можно вычислить с помощью двукратного использования теоремы Пифагора

Евклидова метрика — наиболее естественная функция расстояния, возникающая в геометрии, отражающая интуитивные свойства расстояния между точками. При этом существуют и другие метрики в евклидовых пространствах, применяемые как в геометрии, так и в приложениях. Параметрическое расстояние Минковского является обобщением некоторых из этих метрик, при параметре со значением 2 оно обращается в евклидову метрику. 